# Bílé kameny

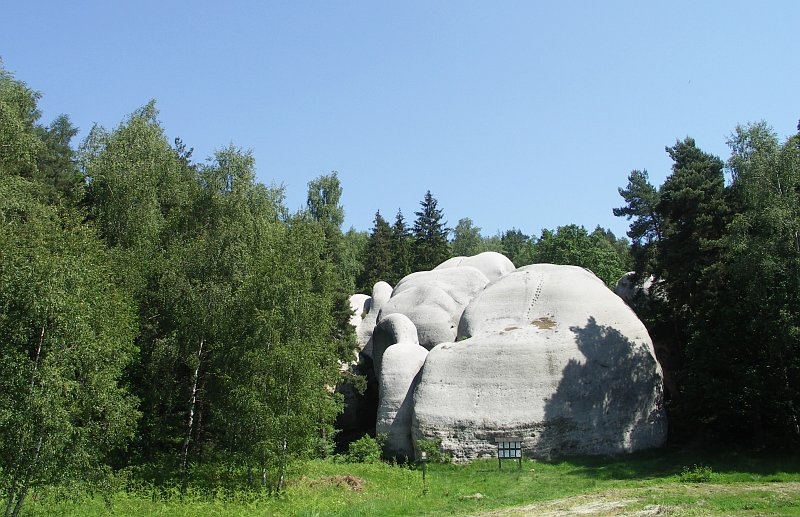
Die Elefantensteine

Die Bílé kameny (auch Sloní kameny, deutsch Elefantensteine) sind markante Felsformationen im Lausitzer Gebirge im Liberecký kraj (Region Liberec) in Tschechien. Wegen ihrer eigentümlichen Form und besonderen Geologie stehen die Felsen seit 1955 auf 0,5 ha als Naturdenkmal unter staatlichem Schutz.

## Lage und Umgebung
Sie befinden sich ca. 1 km nördlich von Jítrava (Deutsch Pankratz). Nahezu isoliert von anderen Erhebungen liegen sie an einem Waldrand vor der Vysoká (Trögelsberg). Auf Grund ihrer runden Formen und der hellen Farbe erinnern sie an liegende Elefanten und werden daher „Elefantensteine“ oder „Weiße Steine“ genannt.
Da die einzelnen Felsen durch Störungen voneinander getrennt sind, bilden sie eine kleine „Felsenstadt“. Sie erstreckt sich auf einer Fläche von ca. 50 × 150 Metern und ist bis zu 20 Meter hoch.

## Geologie

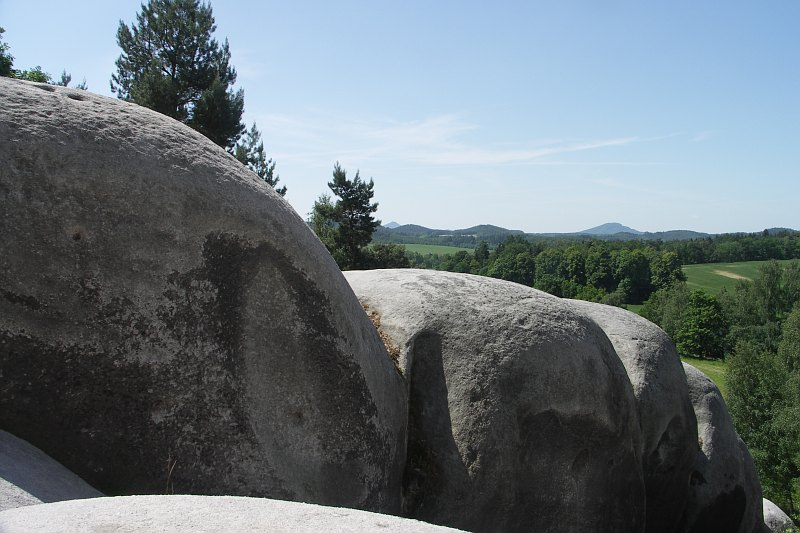
Aussicht über die Elefantensteine

Ihre Entstehung verdanken die Bílé kameny tektonischen Bewegungen der Lausitzer Verwerfung. Diese Bewegungen im Tertiär störten hellgefärbte Sandsteine der Oberkreide und stellten sie schief. Danach war das Material einer fortwährenden Erosion ausgesetzt, welche zur heutigen Form der Felsen führte. Die typischen Rundungen entstanden als Überformung eines eiszeitlichen Gletschers, welcher hier das Gebirge überschritt.
Die weiße Farbe rührt vom Kaolingehalt des Sandsteins her. Der Stein ist relativ weich. Da der Stein im unteren Teil weniger widerstandsfähig ist, haben sich hier kleinere Höhlen und ein kleiner Felstunnel gebildet.

## Bergsport
Die Elefantensteine wurden früher auch als Bergsportgelände genutzt. Wegen des extrem weichen Sandsteins wurde jedoch 1975 ein generelles Besteigungsverbot ausgesprochen, um weitere Felsbeschädigungen zu verhindern. Kletterrouten existierten einst am Westlichen Elefantenstein (Alter Weg II) und an der Elefantenscheibe (Alter Weg V).

## Zugänge
- Von Rynoltice aus führt ein grün markierter Wanderweg an den Felsen vorbei, welcher am nahen Jítravské sedlo an den rot markierten Kammweg (Europäischer Fernwanderweg E3) anschließt.
- Auch der grenzüberschreitende Naturlehrpfad Lausitzer und Zittauer Gebirge führt zu den Bílé kameny. Auf einer Tafel kann man sich über die geologische Entwicklung des Gebietes informieren.